# Traktat ottawski
Traktat ottawski, Konwencja o zakazie użycia, składowania, produkcji i przekazywania min przeciwpiechotnych oraz o ich zniszczeniu (ang. Convention on the Prohibition of the Use, Stockpiling, Production and Transfer of Anti-Personnel Mines and on their Destruction) – umowa międzynarodowa mająca na celu wyeliminowanie użycia min przeciwpiechotnych jako środka walki zbrojnej.
Uchwalona na konferencji dyplomatycznej w Oslo 18 września 1997 i wyłożona do podpisu w Ottawie 3 – 4 grudnia 1997. Weszła w życie 1 marca 1999. Do maja 2019 roku ratyfikowana przez 164 państwa.
Spisana w językach miarodajnych angielskim, arabskim, chińskim, francuskim, hiszpańskim i rosyjskim (art. 22).
Depozytariuszem zgodnie z art. 21 jest Sekretarz Generalny ONZ.
     Podpisano i ratyfikowano traktat
     Przystąpiono lub przejęto traktat
     Zapowiedziano wycofanie się z traktatu

## Historia
W roku 1992 powstała Międzynarodowa Kampania na rzecz Zakazu Min Przeciwpiechotnych (ICBL), stawiająca sobie za cel wprowadzenie zakazu stosowania min przeciwpiechotnych. Na skutek jej zabiegów we wrześniu 1997 w Oslo doszło do podpisania traktatu, który następnie parafowano w Ottawie 3 i 4 grudnia. Od 5 grudnia 1997 roku, gdy został udostępniony w siedzibie ONZ w Nowym Jorku, podpisało go 161 państw.
Aby stać się prawem międzynarodowym, traktat wg art. 17 musiał zostać ratyfikowany przez 40 państw. Czterdziesty podpis złożył przedstawiciel Burkina Faso 16 września 1998 roku. Traktat wszedł w życie i stał się wiążący dla 40 pierwszych państw 1 marca 1999 roku. Po tym dniu, każde następne państwo podlega postanowieniom traktatu 6 miesięcy po złożeniu pod nim podpisu i w tym momencie staje się jego członkiem. Zastrzeżenia są zabronione (art. 19). Wystąpienie z Konwencji jest dopuszczalne po upływie 6 miesięcy od powiadomienia depozytariusza, a w czasie konfliktu zbrojnego jest bezskuteczne (art. 20).
Wśród członków Rady Bezpieczeństwa ONZ traktatu nie podpisały Chiny, Rosja i USA. Wśród pozostałych krajów, które nie przystąpiły do umowy są m.in. Indie, Izrael, Korea Północna i Południowa.
Polska podpisała Konwencję 4 grudnia 1997. Opóźnienie w ratyfikacji tłumaczone było względami obronności, w tym toczącymi się pracami nad poszukiwaniem alternatywnych systemów uzbrojenia. Dopiero bowiem 6 lutego 2009 Rada Ministrów przyjęła, na wniosek ministra spraw zagranicznych i ministra obrony narodowej, informację o stanie gotowości Rady Ministrów do związania Polski Konwencją Ottawską, zobowiązując ministra obrony narodowej do przeprowadzenia odpowiednich działań dostosowawczych, wynikających z potrzeb obronnych państwa, z zakończeniem ich w 2012. Za ratyfikacją konwencji opowiedział się Sejm RP, uchwalając ustawę 10 października 2012, a następnie Senat RP przyjmując ją 9 listopada 2012. W dniu 14 grudnia 2012 roku prezydent Bronisław Komorowski ratyfikował konwencję, a 27 grudnia Polska złożyła dokumenty ratyfikacyjne. Konwencja zaczęła obowiązywać Polskę 1 czerwca 2013. Polska stała się tym samym 161 państwem-stroną tego traktatu.
18 marca 2025 roku, Polska wraz z Litwą, Łotwą i Estonią ogłosiła zamiar wycofania się z traktatu ottawskiego. 1 kwietnia 2025 dołączyła do nich Finlandia.